# 34. Kongress der Vereinigten Staaten
Der 34. Kongress der Vereinigten Staaten, bestehend aus dem Repräsentantenhaus und dem Senat, war die Legislative der Vereinigten Staaten. Seine Legislaturperiode dauerte vom 4. März 1855 bis zum 4. März 1857. Alle Abgeordneten des Repräsentantenhauses sowie ein Drittel der Senatoren (Klasse III) waren im Jahr 1854 bei den Kongresswahlen gewählt worden. Dabei ergab sich im Senat eine Mehrheit für die Demokratische Partei. Im Repräsentantenhaus gab es keine klaren Mehrheiten. Es kam zu einer Koalition aus der kurzlebigen Opposition Party und der American Party. Die United States Whig Party, die bis zu der Wahl 1854 eine der beiden staatstragenden Parteien war, war am Zerbrechen. Sie stellte zum letzten Mal noch 13 Senatoren. Im Repräsentantenhaus spielte sie bereits keine Rolle mehr. Ihre Mitglieder teilten sich unter den anderen Parteien, vor allem der American Party und später der Republikanischen Partei auf. Der Kongress tagte in der amerikanischen Bundeshauptstadt Washington, D.C. Die Vereinigten Staaten bestanden damals aus 31 Bundesstaaten. Präsident war der Demokrat Franklin Pierce. Die Sitzverteilung im Repräsentantenhaus basierte auf der Volkszählung von 1850.

## Wichtige Ereignisse
Siehe auch 1855, 1856 und 1857
- 4. März 1855: Beginn der Legislaturperiode des 34. Kongresses
- Die gesamte Legislaturperiode ist von den durch den Kansas-Nebraska Act des vorigen Kongresses verstärkten Spannungen zwischen dem Norden und dem Süden im Vorfeld des Amerikanischen Bürgerkriegs geprägt. Es kommt bereits in einigen Gegenden vor allem im späteren Staat Kansas zu Unruhen. Siehe auch Bleeding Kansas. Außerdem gehen im Westen die Indianerkriege weiter.
- Dezember 1855 – Februar 1856: Die Wahl des Sprechers des Repräsentantenhauses zieht sich über zwei Monate hin. Es ist die bisher längste und umstrittenste Wahl des Parlamentspräsidenten in der amerikanischen Geschichte. Es gibt bis zu 21 Kandidaten und 133 Wahlgänge. Grund sind die relativ instabilen Mehrheitsverhältnisse und Spannungen zwischen den Anhängern des Nordens und des Südens. Schließlich wurde Nathaniel Prentiss Banks von der American Party zum Sprecher gewählt.
- 4. November 1856: Präsidentschafts- und Kongresswahlen in den USA. Der Demokrat James Buchanan wird neuer Präsident (Amtsantritt 4. März 1857). Die Republikaner hatten mit John C. Frémont erstmals einen Präsidentschaftskandidaten aufgestellt, der auf Anhieb in 11 Staaten die Mehrheit gewann und 114 Wahlmännerstimmen für sich einnehmen konnte. Siehe auch Präsidentschaftswahl in den Vereinigten Staaten 1856. Bei den Kongresswahlen gewinnen die Demokraten die Mehrheiten in beiden Kammern. Auch hier gelingt es den Republikanern sich als politische Größe zu etablieren.

## Die wichtigsten Gesetze
In den Sitzungsperioden des 34. Kongresses wurde unter anderem folgendes Bundesgesetz verabschiedet (siehe auch: Gesetzgebungsverfahren):
- 18. August 1856: Guano Islands Act

## Zusammensetzung nach Parteien

### Senat
- Demokratische Partei: 39
- Republikanische Partei: 1
- Opposition (Whigs): 21
- American Party: 1
- Vakant: 0

Gesamt: 62 Stand am Ende der Legislaturperiode

### Repräsentantenhaus
- Demokratische Partei: 83
- Opposition Party: 100
- American Party: 51
- Vakant: 0

Gesamt: 234 Stand am Ende der Legislaturperiode
Außerdem gab es noch sieben nicht stimmberechtigte Kongressdelegierte.

## Amtsträger

### Senat
- Präsident des Senats: Vakant
- Präsident pro tempore: Jesse D. Bright (D) bis 9. Juni 1856, Charles E. Stuart (D) 9-10. Juni 1856 für zwei Tage, dann wieder Jesse Bright 11. Juni 1856 bis 6. Januar 1857 und dann James Murray Mason (D)

### Repräsentantenhaus
- Sprecher des Repräsentantenhauses: Nathaniel Prentiss Banks (American Party)

## Senatsmitglieder
Im 34. Kongress vertraten folgende Senatoren ihre jeweiligen Bundesstaaten:
| Alabama - 2. Clement Claiborne Clay (D) - 3. Benjamin Fitzpatrick (D) ab dem 26. November 1855 Arkansas - 2. William King Sebastian (D) - 3. Robert Ward Johnson (D) Kalifornien - 1. John B. Weller (D) - 3. William M. Gwin (D) ab dem 13. Januar 1857 Connecticut - 1. Isaac Toucey (D) - 3. Lafayette S. Foster (R) Delaware - 1. James A. Bayard (D) - 2. John Middleton Clayton (W) bis zum 9. November 1856 - Joseph P. Comegys (W) zwischen dem 19. November 1856 und dem 14. Januar 1857 - Martin W. Bates (D) ab dem 14. Januar 1857 Florida - 1. Stephen Mallory (D) - 3. David Levy Yulee (D) Georgia - 2. Robert Augustus Toombs (D) - 3. Alfred Iverson (D) Illinois - 2. Stephen A. Douglas (D) - 3. Lyman Trumbull (D) Indiana - 1. Jesse D. Bright (D) - 3. Graham N. Fitch (D) ab dem 4. Februar 1857 Iowa - 2. George W. Jones (D) - 3. James Harlan (FS) bzw. (R) bis zum 5. Jan. 1857 und wieder ab dem 29. Jan. 1857 Kentucky - 2. John Burton Thompson (W) - 3. John J. Crittenden (W) Louisiana - 2. Judah Philip Benjamin (W) - 3. John Slidell (D) Maine - 1. Hannibal Hamlin (D) bis zum 7. Januar 1857 - Amos Nourse (R) ab dem 16. Januar 1857 - 2. William P. Fessenden (W) Maryland - 1. Thomas Pratt (W) - 3. James Pearce (W) Massachusetts - 1. Charles Sumner (FS= Free Soil Party) - 2. Henry Wilson (FS/A/D) | Michigan - 1. Lewis Cass (D) - 2. Charles E. Stuart (D) Mississippi - 1. Stephen Adams (D) - 2. Albert G. Brown (D) Missouri - 1. Henry S. Geyer (W) - 3. James S. Green (D) ab dem 12. Januar 1857 New Hampshire - 2. John P. Hale (R) ab dem 30. Juli 1855 - 3. James Bell (R) ab dem 30. Juli 1855 New Jersey - 1. John Renshaw Thomson (D) - 2. William Wright (D) New York - 1. Hamilton Fish (W) - 3. William H. Seward (R) North Carolina - 2. David Settle Reid (D) - 3. Asa Biggs (D) Ohio - 1. Benjamin Wade (R) - 3. George E. Pugh (D) Pennsylvania - 1. Richard Brodhead (D) - 3. William Bigler (D) ab dem 14. Januar 1856 Rhode Island - 1. Charles Tillinghast James (D) - 2. Philip Allen (D) South Carolina - 2. Josiah J. Evans (D) - 3. Andrew Butler (D) Tennessee - 1. James C. Jones (W) - 2. John Bell (W) Texas - 1. Thomas Jefferson Rusk (D) - 2. Sam Houston (A) Vermont - 1. Solomon Foot (R) - 3. Jacob Collamer (R) Virginia - 1. James Murray Mason (D) - 2. Robert Hunter (D) Wisconsin - 1. Henry Dodge (D) - 3. Charles Durkee (R) |

## Mitglieder des Repräsentantenhauses
Folgende Kongressabgeordnete vertraten im 34. Kongress die Interessen ihrer jeweiligen Bundesstaaten:
| Alabama 7 Wahlbezirke - 1. Percy Walker (A) - 2. Eli Sims Shorter (D) - 3. James Ferguson Dowdell (D) - 4. William Russell Smith (A) - 5. George S. Houston (D) - 6. Williamson Cobb (D) - 7. Sampson Willis Harris (D) Arkansas 2 Wahlbezirke - 1. Alfred B. Greenwood (D) - 2. Albert Rust (D) Kalifornien Staatsweite Wahl - James William Denver (D) - Philemon T. Herbert (D) Connecticut 4 Wahlbezirke - 1. Ezra Clark (A) - 2. John Woodruff (A) - 3. Sidney Dean (A) - 4. William W. Welch (A) Delaware Staatsweite Wahl - Elisha D. Cullen (A) Florida Staatsweit - Augustus Maxwell (D) Georgia 8 Wahlbezirke - 1. James Lindsay Seward (D) - 2. Martin Jenkins Crawford (D) - 3. Robert Pleasant Trippe (A) - 4. Hiram Warner (D) - 5. John Henry Lumpkin (D) - 6. Howell Cobb (D) - 7. Nathaniel Greene Foster (A) - 8. Alexander Hamilton Stephens (D) Illinois 9 Wahlbezirke - 1. Elihu B. Washburne (O) - 2. James Hutchinson Woodworth (O) - 3. Jesse O. Norton (O) - 4. James Knox (O) - 5. William Alexander Richardson (D) bis zum 25. August 1856 - Jacob C. Davis (D) ab dem 4. November 1856 - 6. Thomas L. Harris (D) - 7. James C. Allen (D) - 8. James L. D. Morrison (D) ab dem 4. November 1856 - 9. Samuel S. Marshall (D) Indiana 11 Wahlbezirke - 1. Smith Miller (D) - 2. William Hayden English (D) - 3. George G. Dunn (O) - 4. William Cumback (O) - 5. David P. Holloway (O) - 6. Lucien Barbour (O) - 7. Harvey D. Scott (O) - 8. Daniel Mace (O) - 9. Schuyler Colfax (O) - 10. Samuel Brenton (O) - 11. John U. Pettit (O) Iowa 2 Wahlbezirke - 1. Augustus Hall (D) - 2. James Thorington (O) Kentucky 10 Wahlbezirke - 1. Henry Cornelius Burnett (D) - 2. John P. Campbell (A) - 3. Warner Underwood (A) - 4. Albert G. Talbott (D) - 5. Joshua Jewett (D) - 6. John Milton Elliott (D) - 7. Humphrey Marshall (A) - 8. Alexander Keith Marshall (A) - 9. Leander Cox (A) - 10. Samuel F. Swope (A) Louisiana 4 Wahlbezirke - 1. George Eustis (A) - 2. Miles Taylor (D) - 3. Thomas G. Davidson (D) - 4. John M. Sandidge (D) Maine 6 Wahlbezirke - 1. John M. Wood (O) - 2. John J. Perry (O) - 3. Ebenezer Knowlton (O) - 4. Samuel P. Benson (O) - 5. Israel Washburn (O) - 6. Thomas J. D. Fuller (D) Maryland 6 Wahlbezirke. - 1. James Augustus Stewart (D) - 2. James Barroll Ricaud (A) - 3. James Morrison Harris (A) - 4. Henry Winter Davis (A) - 5. Henry William Hoffman (A) - 6. Thomas Fielder Bowie (D) Massachusetts 11 Wahlbezirke - 1. Robert Bernard Hall (A) - 2. James Buffinton (A) - 3. William S. Damrell (A) - 4. Linus B. Comins (A) - 5. Anson Burlingame (A) - 6. Timothy Davis (A) - 7. Nathaniel Prentiss Banks (A) - 8. Chauncey L. Knapp (A) - 9. Alexander De Witt (A) - 10. Calvin C. Chaffee (A) - 11. Mark Trafton (A) Michigan 4 Wahlbezirke - 1. William Alanson Howard (O) - 2. Henry Waldron (O) - 3. David S. Walbridge (O) - 4. George Washington Peck (D) Mississippi 5 Wahlbezirke - 1. Daniel B. Wright (D) - 2. Hendley S. Bennett (D) - 3. William Barksdale (D) - 4. William A. Lake (A) - 5. John A. Quitman (D) Missouri 7 Wahlbezirke - 1. Luther Martin Kennett (O) - 2. Gilchrist Porter (O) - 3. James Johnson Lindley (O) - 4. Mordecai Oliver (O) - 5. John Gaines Miller (O) bis zum 11. Mai 1856 - Thomas Peter Akers (A) ab dem 18. August 1856 - 6. John S. Phelps (D) - 7. Samuel Caruthers (O) New Hampshire 3 Wahlbezirke - 1. James Pike (A) - 2. Mason Tappan (A) - 3. Aaron H. Cragin (A) New Jersey 5 Wahlbezirke - 1. Isaiah D. Clawson (O) - 2. George R. Robbins (O) - 3. James Bishop (O) - 4. George Vail (D) - 5. Alexander C. M. Pennington (O) | New York 33 Wahlbezirke. - 1. William Valk (A) - 2. James S. T. Stranahan (O) - 3. Guy R. Pelton (O) - 4. John Kelly (D) - 5. Thomas R. Whitney (A) - 6. John Wheeler (D) - 7. Thomas Child (O) - 8. Abram Wakeman (O) - 9. Bayard Clarke (O) - 10. Ambrose S. Murray (O) - 11. Rufus H. King (O) - 12. Killian Miller (O) - 13. Russell Sage (O) - 14. Samuel Dickson (O) - 15. Edward Dodd (O) - 16. George A. Simmons (O) - 17. Francis E. Spinner (D) - 18. Thomas R. Horton (O) - 19. Jonas A. Hughston (O) - 20. Orsamus B. Matteson (O) bis zum 27. Februar 1857 - 21. Henry Bennett (O) - 22. Andrew Z. McCarty (O) - 23. William A. Gilbert (O) bis zum 27. Februar 1857 - 24. Amos P. Granger (O) - 25. Edwin B. Morgan (O) - 26. Andrew Oliver (D) - 27. John M. Parker (O) - 28. William H. Kelsey (O) - 29. John Williams (D) - 30. Benjamin Pringle (O) - 31. Thomas T. Flagler (O) - 32. Solomon G. Haven (O) - 33. Francis S. Edwards (A) bis zum 28. Februar 1857 North Carolina 8 Wahlbezirke - 1. Robert Treat Paine (A) - 2. Thomas Ruffin (D) - 3. Warren Winslow (D) - 4. Lawrence O’Bryan Branch (D) - 5. Edwin Godwin Reade (A) - 6. Richard Clauselle Puryear (A) - 7. Francis Burton Craige (D) - 8. Thomas Lanier Clingman (D) Ohio 21 Wahlbezirke - 1. Timothy C. Day (O) - 2. John Scott Harrison (O) - 3. Lewis D. Campbell (A) - 4. Matthias H. Nichols (O) - 5. Richard Mott (O) - 6. Jonas R. Emrie (O) - 7. Aaron Harlan (O) - 8. Benjamin Stanton (O) - 9. Cooper K. Watson (O) - 10. Oscar F. Moore (O) - 11. Valentine B. Horton (O) - 12. Samuel Galloway (O) - 13. John Sherman (O) - 14. Philemon Bliss (O) - 15. William R. Sapp (O) - 16. Edward Ball (O) - 17. Charles J. Albright (O) - 18. Benjamin F. Leiter (O) - 19. Edward Wade (O) - 20. Joshua Reed Giddings (O) - 21. John Bingham (O) Pennsylvania 25 Wahlbezirke - 1. Thomas Birch Florence (D) - 2. Job Roberts Tyson (O) - 3. William Millward (O) - 4. Jacob Broom (A) - 5. John Cadwalader (D) - 6. John Hickman (D) - 7. Samuel Carey Bradshaw (O) - 8. Jehu Glancy Jones (D) - 9. Anthony Ellmaker Roberts (O) - 10. John Christian Kunkel (O) - 11. James Hepburn Campbell (O) - 12. Henry Mills Fuller (O) - 13. Asa Packer (D) - 14. Galusha A. Grow (D) - 15. John Jamison Pearce (O) - 16. Lemuel Todd (O) - 17. David Fullerton Robison (O) - 18. John Rufus Edie (O) - 19. John Covode (O) - 20. Jonathan Knight (O) - 21. David Ritchie (O) - 22. Samuel Anderson Purviance (O) - 23. John Allison (O) - 24. David Barclay (D) - 25. John Dick (O) Rhode Island 2 Wahlbezirke - 1. Nathaniel B. Durfee (A) - 2. Benjamin Babock Thurston (A) South Carolina 6 Wahlbezirke - 1. John McQueen (D) - 2. William Aiken (D) - 3. Laurence Massillon Keitt (D) - 4. Preston Brooks (D) bis zum 28. Januar 1857 - 5. James Lawrence Orr (D) - 6. William Waters Boyce (D) Tennessee 10 Wahlbezirke - 1. Albert Galiton Watkins (D) - 2. William Henry Sneed (A) - 3. Samuel Axley Smith (D) - 4. John Houston Savage (D) - 5. Charles Ready (A) - 6. George Jones (D) - 7. John Vines Wright (D) - 8. Felix Zollicoffer (A) - 9. Emerson Etheridge (A) - 10. Thomas Rivers (A) Texas 2 Wahlbezirke - 1. Lemuel D. Evans (A) - 2. Peter Hansborough Bell (D) Vermont 3 Wahlbezirke - 1. James Meacham (O) bis zum 23. August 1856 - George Tisdale Hodges (R) ab dem 1. Dezember 1856 - 2. Justin Smith Morrill (O) - 3. Alvah Sabin (O) Virginia 13 Wahlbezirke - 1. Thomas H. Bayly (D) bis zum 23. Juni 1856 - Muscoe Garnett (D) ab dem 1. Dezember 1856 - 2. John Millson (D) - 3. John Caskie (D) - 4. William Goode (D) - 5. Thomas Stanley Bocock (D) - 6. Paulus Powell (D) - 7. William Smith (D) - 8. Charles J. Faulkner (D) - 9. John Letcher (D) - 10. Zedekiah Kidwell (D) - 11. John S. Carlile (A) - 12. Henry A. Edmundson (D) - 13. Fayette McMullen (D) Wisconsin 3 Wahlbezirke - 1. Daniel Wells (D) - 2. Cadwallader C. Washburn (O) - 3. Charles Billinghurst (O) |

Nicht stimmberechtigte Mitglieder im Repräsentantenhaus:
- Kansas-Territorium: John Wilkins Whitfield (D)
- Minnesota-Territorium: Henry Mower Rice (D)
- Nebraska-Territorium: Bird Beers Chapman (D)
- New-Mexico-Territorium: José Manuel Gallegos (D) bis zum 23. Juli 1856, dann Miguel Antonio Otero (D)
- Oregon-Territorium: Joseph Lane (D)
- Utah-Territorium: John Milton Bernhisel
- Washington-Territorium: James Patton Anderson (D)